# إيفا غونزاليس بيريز
ماريا إيفا غونزاليس بيريز (ولدت في قصرش في 12 من يونيو عام 1973). محامية إسبانية تعيش وتعمل بهولندا.متخصصة في المطالبة بحقوق المهاجرين. أدت إحدى أعمالها إلى استقالة حكومة مارك روته في عام 2021.

## مسيرتها
ولدت غونزاليس بيريز في قصرش، و هاجرت مع والديها في الثانية عشر إلى هولندا وكان ذلك في السبعينيات. وبسبب عمل والديها المتغير رياها اجدادها بجانب عدد من المربيات. درست غونزاليس الحقوق في جامعة أوتريخت وتخرجت في عام 2000. وعملت كمحامية في هولندا منذ عام 2001.
وفي عام 2014 بدأت في العمل على قضية أدت في عام 2021 إلى استقالة حكومة مارك روته. حيث انه في عام 2014 أصبح مركز رعاية الطفل الذي يديره زوجها على علم بالمشاكل التي يواجهها الأباء في تلقى مساعدات من الدولة، لإعانتهم على توظيف أشخاص لمساعدتهم على الاعتناء بأطفالهم. وقد نصحت غونزاليس عملاء مركز إدارة رعاية الطفل الواقعة في آيندهوفن بإرسال الوثائق التي طلبتها مصلحة الضرائب. وعند التحقق من أن المصلحة قد طلبت منهم تسديد المعونات التي تلقوها، لاحظت غونزاليس أنها لم تمنحهم تفسيرًا لذلك، لكنها فقط عرقلت ادعاءاتهم تاركه لهم خيار الاستئناف. وفي هذا الوقت ركزت غونزاليس جهودها على هذه القضية لعرضها على المحكمة، كما أنها ناشدت المنظمات لإثبات التمييز الذي مارسته وزارة المالية الهولندية إذ أنها أشارت إلى البلد الأم لكل من المتقدمين البالغ عددهم 26000 متقدم متضرر، أغلبيتهم مغاربة وأتراك. وفي ديسمبر عام 2020 نشرت لجنة برلمانية تقرير أقرت فيه بأن الآباء الذين تقدموا بطلب الحصول على المساعدة قد عوملوا بتمييز عرقي، كاشفة عن الأخطاء التي ارتكبتها الإدارة والسلطات الهولندية.
بين عامى 2013 و 2019 حدث عجز في تخصيص الأموال لرعاية الأطفال، وأدى ذلك إلى سحب الاعانات والمطالبة بإعادتها. وفي عام 2018، تم الإعلان عن القضية وأدت إلى استقالة وزير المالية، مينو سنيل. وفي النهاية أدت مثابرة غونزاليس إلى استقالة الحكومة الهولندية في يناير 2021، قبل شهرين من إجراء الانتخابات العامة.

## الجوائز
قالت النائبة رينسكي لايتن عن غونزاليس: «هذه المرأة تستحق تمثالًا، وأن تسمى الشوارع والميادين باسمها» وتحدثت عن شجاعتها في العمل على هذه القضية للكشف عن التمييز في إدارة هولندا ضد حقوق المهاجرين الضريبية.
جائزة دون خوستو خوسيه مانويل مازا لعام 2020
حصلت على جائزة دون خوستو خوسيه مانويل مازا عام 2020 _ التي تمنح تكريمًا لخوسيه مانويل مازا_ وذلك عن جهودها في قضية الضرائب الإضافية. وتم تقديم الجائزة في 9 يونيو عام 2021 في أتينيو دى مدريد، و وجب الذكر أن هذه الجائزة منحتها جمعية العدل والثقافه ومنظمة العدل والرأى وكاسا دى أوبيدا لأول مره في عام  2006. وحضر الحدث شخصيات من المحكمة العليا لإسبانيا وقضاة مرموقون آخرون.
جائزة بونيتاس الفضية عام  2020
في الخامس من أكتوبر عام 2021، حصلت غونزاليس بيريز على «جائزة بونيتاس» من جمعية المراسلين والإعلامين القضاة  في المعهد الفرنسي بمدريد، من وزير العدل السابق رافائيل كاتالا ، والتي تهدف إلى تكريم، مختلف الفئات أو عمل الأشخاص أو المؤسسات أو الجماعات لمساهمتهم في إقامة العدل وسيادة القانون بجميع جوانبه.
جائزة القانون الوطنية للعام 2021
منحت نقابة المحامين في مالقة ومؤسسة مانويل ألكانتارا الجائزة الوطنية لشخصية قانون العام للمحامية إيفا غونزاليس بيريز، التي تسببت دعوتها لاسترجاع المعونات الحكومية من الآباء لرعاية أطفالهم في سقوط الحكومة الهولندية في عام 2021.